# Barrama impunctata
Barrama impunctata är en fjärilsart som beskrevs av W. Warren 1897. Barrama impunctata ingår i släktet Barrama och familjen mätare. Inga underarter finns listade i Catalogue of Life.